# Уле, Отто

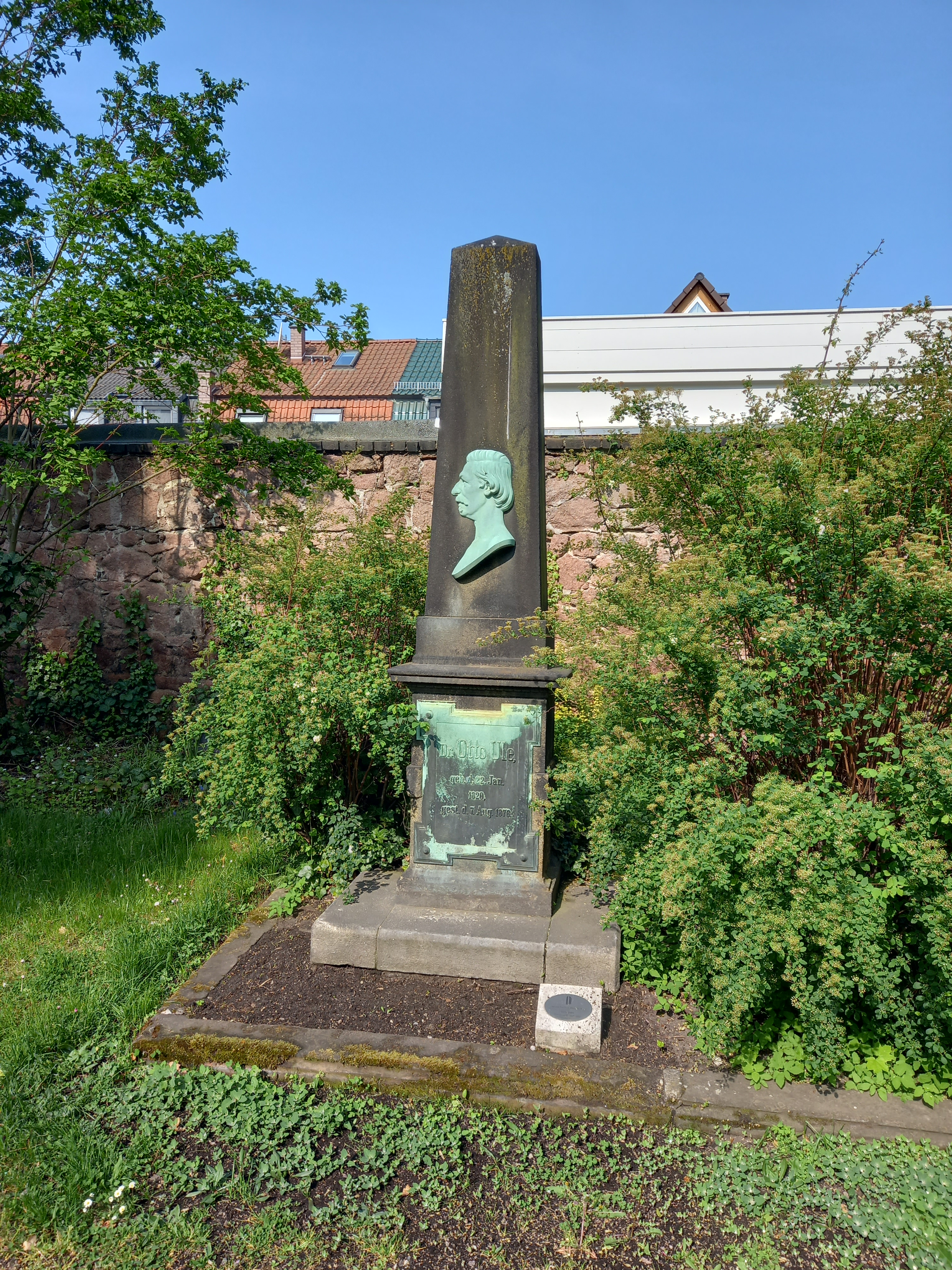
Могила Отто Уле

Отто Эдуард Винченц Уле (нем. Otto Eduard Vincenz Ule; 22 января 1820, Лоссов (сейчас Франкфурт-на-Одере) — 7 августа 1876, Галле) — немецкий писатель
, учёный, автор популярных сочинений из области естественных наук. Член Леопольдины. Либеральный политик.

## Биография
С 1840 года изучал сначала богословие в университете Галле, затем математику и естественные науки. Ученик Германа Бурмейстера. Продолжил учёбу в Берлинском университете под руководством Генриха Вильгельма Дове. В 1845 году получил степень магистра в Галле.
Затем с 1846 г. преподавал естественные науки во Франкфурте-на-Одере и в сельскохозяйственном колледже в Кетце, близ Галле (1848-51). После этого посвятил себя частным исследованиям, писал статьи. Вместе с естествоиспытателем Карлом Мюллером и Эмилем Адольфом Росмеслером был соучредителем журнала Die Natur (1852), ставшим ведущим научно-популярным журналом в Германии.
На протяжении всей своей жизни был политически активен — в 1860-х годах основал независимую партию прогресса в Галле и районе Зале.
Во время службы в качестве коменданта добровольной пожарной команды был серьёзно ранен падающими обломками при тушении пожара и скончался на следующий день.

## Избранные сочинения
- «Das Weltall» (1859, 3 изд.),
- «Die Natur» (1851),
- «Physikalische Bilder» (1854—57),
- «Die neuesten Entdeckungen in Afrika» (1861),
- «Die Wunder der Sternenwelt» (1877),
- «Populäre Naturlehre» (1865—67),
- «Warum und Weil» (1877, 4 изд.; русский перевод — «Учебник физики в вопросах и ответах» — вышел в 1897 г. пятнадцатым изданием),
- «Kleine naturwissenschaftliche Schriften» (1865—68),
- «Die Erde und die Erscheinungen ihrer Oberfläche» (1873—76)